# 艾尔肯·阿布杜拉
艾尔肯·阿布都拉（維吾爾語：ئەركىن ئابدۇللا‎，拉丁维文：Erkin Abdulla），新疆葉城人，中國维吾尔族创作歌手，艾尔肯乐队主唱。

## 简介
1978年7月8日出生于中國新疆喀什地區的叶城縣，从小开始学习吉他。1999年从中央民族大学毕业，到北京走上了职业音乐人的道路，并组建了艾尔肯乐队。
2002年发行第1张专辑《走出沙漠的刀郎》和单曲《刀郎》分别获得了南宁国际民歌艺术节《最佳音乐专辑奖》、《最佳民歌改编奖》。2003年，於文化部全国声乐大赛获通俗组一等奖，原创作品《维族姑娘》荣获南宁国际民歌艺术节十大金曲奖，原创作品《爱得要死》获第六届上海亚洲音乐节最佳作品奖。2004年，发行艾尔肯第2张专辑《一千零一夜》，出版《艾尔肯音乐作品乐谱集》，荣获新疆喀什青年形象大使，2005年，发行第3张专辑《城市之夜》。2006年，发行第4张专辑《二道桥的故事》。2007年，发行第五5张专辑《博客》，2008年，发行第6张专辑《千佛洞》，荣获2005-2007年度中国金唱片奖摇滚类男演员奖，《母亲》、《无可奈何》两首作品双双荣获新疆原创流行音乐作品大赛金曲奖。2013年发行第七张专辑《足迹》。2015年前往美国洛杉矶音乐学院学习。

## 乐队
- 吉他: Erkin abdulla
- 贝斯: Hova Burian
- 键盘: Albert Chang
- 架子鼓: Richie Gajate Garcia
- 长笛: Wang Hong
- 打击乐: Jamie Papish
- 卡龙琴: Jim Grippo

## 专辑
- Karwan Yoli（走出沙漠的刀郎）
- Ming Bir Kéche（一千零一夜）
- Sheher Kéchisi（城市之夜），2004年
- Döngköwrük（二道桥的故事），2005年
- Blog（博客），2006年
- Ming Öy（千佛洞），2008年
- Ejdat izi（足迹），2013年
- Trace(Deluxe Edition) (2018)

## Video CD
- 艾尔肯: 吉他王子 ( 2004)
- 城市之夜(2005)

## 链接
- 艾尔肯官方网站 （页面存档备份，存于）
- facebook （页面存档备份，存于）
- instagram （页面存档备份，存于）
- twitter （页面存档备份，存于）
- youtube （页面存档备份，存于）
- iTunes （页面存档备份，存于）
- spotify